# 習鑿齒
習鑿齒（？—383年），字彥威。襄陽（今湖北襄陽）人，出身世家大族。東晉史學家。

## 生平

### 早期
習鑿齒的家族是襄陽豪族。習鑿齒早年有志氣，博學多聞，以文筆見稱。荊州刺史桓溫聘為從事，又得江夏相袁喬器重，袁喬屢向桓溫稱美鑿齒，於是轉西曹主簿，更見親待。後累遷至別駕。其時桓溫每次出征，鑿齒無論是隨軍還是留守，在處理機密要事時都很有成績，而他亦擅長書信及議論，故很得桓溫器重。當時清談之士如韓伯、伏滔等都和鑿齒交好，一次被派往出使建康，更得其時主政的會稽王司馬昱敬重。不過回到荊州時桓溫問及司馬昱像誰，鑿齒因答：“生平還未見過像他那樣的人。”而令桓溫十分不滿，貶為戶曹參軍。早在鑿齒升任別駕時，因官位高於兩位任州從事的舅舅羅崇及羅友，於是屢次陳請。此時鑿齒激怒了桓溫，桓溫就先後升二人為襄陽都督，反外調鑿齒任滎陽太守。

### 正統論
後習鑿齒棄郡歸襄陽，以為桓溫有異圖，於是撰寫《漢晉春秋》五十四卷。該書以漢光武帝劉秀起，記載到晉愍帝司馬鄴的一段歷史，習鑿齒在記載三國時就以蜀漢為正統，稱曹魏雖然接受漢獻帝禪讓，但也是篡逆，而以蜀漢為司馬昭主導的曹魏所滅一事視為晉室繼漢而興之時。他引了晉武帝司馬炎的名諱對應蜀漢最後的年號炎興，蜀後主劉禪名禪對應禪受，說明禪代是天意而不是人能夠仗勢而成。後以腳疾沒再任官了。

### 前秦時期
太元四年（379年），前秦圍攻一年後終攻下襄陽，前秦天王苻堅對其亦早有聽聞，於是命車載他和釋道安一起去見他。苻堅與之見面並暢談甚歡，賞賜甚多。因其腳疾不良於行，苻堅當時給諸鎮的書信中就寫道“昔晉氏平吳，利在二陸；今破漢南，獲士裁一人有半耳。”後來習鑿齒因疾而返回襄陽。
太元八年（383年），淝水之戰後，東晉趁勢收復襄陽，鑿齒遂再歸東晉。當時朝廷打算召鑿齒入朝掌修國史，但此時鑿齒去世。

## 治史
其主要著作為以蜀漢為正統的《漢晉春秋》，可能是因為習氏之人於三國之時多仕蜀漢有關。《四庫總目提要》中關於《三國志》的的提要中，將習鑿齒作《漢晉春秋》視作以蜀漢為正統的先驅：“其書以魏為正統，至習鑿齒作《漢晉春秋》，始立異議。自朱子以來，無不是鑿齒而非壽。然以理而論，壽之謬萬萬無辭，以勢而論，則鑿齒帝漢順而易，壽欲帝漢逆而難。”
習鑿齒治史不嚴謹也備受诟病。唐劉知幾《史通·外篇·卷十八》批評司馬遷和習鑿齒等人將文學虛構編入史書，貽誤後人：“自戰國已下，詞人屬文，皆僞立客主，假相酬答。至于屈原《離騷》辭，稱遇漁父于江諸；宋玉《高唐賦》，雲夢神女于陽台。夫言並文章，句結音韻。以茲敘事，足驗憑虛。而司馬遷、習鑿齒之徒，皆采爲逸事，編諸史籍，疑誤後學，不其甚邪！必如是，則馬卿遊梁，枚乘谮其好色；”
裴松之在《三國志·蜀書·董允傳注》中，引用了《襄陽記》的記載後，又說到與《漢晉春秋》說法不同：“此二書俱出習氏而不同若此……以此疑習氏之言爲不審也。”晉陳壽《三國志·魏書·二十八·王毌丘諸葛鄧锺傳第二十八》中，裴在作注時對《漢晉春秋》的記載評論到“臣松之以爲如此言之類，皆前史所不載，而猶出習氏。且制言法體不似於昔，疑悉鑿齒所自造者也”。
唐房玄齡等所撰的《晉書·列傳第五十二》中批评習鑿齒和前秦有所交往，不如在晉宋禪代后，仍以晉朝遺民自居的徐廣：“習氏、徐公俱雲筆削，彰善瘴惡，以爲懲勸。夫蹈忠履正，貞士之心，背義圖榮，君子不取。而彥威迹淪寇壤，梭巡于僞國。野民運遭革命，流連于舊朝，行不違言，廣得之矣”。

## 逸事
桓溫滅成漢後，聲勢日隆，自己亦有異志，一次就召了一個懂看天象的蜀人來，夜間抓住他的手問東晉國祚。觀天者就答：「宗廟的祭祀還能持續很久。」桓溫思疑他不敢說不利國祚的言論，於是故意問：「如果真的像你所說，那不但是我的福氣，更是天下蒼生的幸事呀。不過今日可以有話盡說，國家肯定有點小困難吧，儘管說出來吧。」但答覆卻是：「太微、紫微、文昌三宮的星象，肯定沒有可憂慮之事，至少去到五十年後。」桓溫聽後很不高興，沒再問了。後來，桓溫送了一匹絹、五千文錢給觀天者，他於是跑去見習鑿齒，說：「我家在益州，受命遠道而來，現在被逼令自殺，無法處理身後事。因為你仁厚，求你幫我準備棺木和墓碑吧。」鑿齒遂問他發生甚麼事，那人就答：「賜了一匹絹就是用來給我自縊，那五千錢就用來給我買棺木呀。」鑿齒於是說：「你差點枉死呀！你沒聽說過問及星宿之事有不殺的義嗎？這匹絹布是和你開個玩笑，錢是給你的路費，其實是讓你回家呀。」那人聽罷十分高興，翌日就和桓溫辭行了。桓溫問及去意，那人就將他和習鑿齒的事說出來，桓溫說是笑說：「鑿齒擔心你誤會枉死，而你也真是白活了。看了三十年書籍知識，也不如見習主簿一面。」
習鑿齒於荊州與釋道安齊名。

## 子女
習辟強，才學有父風，位至驃騎從事中郎。

## 延伸阅读
[在维基数据编辑]
 《晉書·卷082》，出自房玄齡《晉書》